# Орсундак
Орсунда́к (карач.-балк. Орсундакъ) — упразднённое село в Чегемском районе республики Кабардино-Балкария. 

## География
Селение Орсундак располагался в южной части Чегемского района, на правом берегу реки Чегем. Находился в 1 км к северу от сельского центра Булунгу, в 75 км к юго-западу от районного центра — Чегем и в 82 км от города Нальчик. 
Граничил с землями населёнными пунктов: Булунгу на юге, Суусузла на северо-западе и Кям на севере. 
Населённый пункт располагался в верховьях Чегемского ущелья, в горной зоне республики. Средние высоты на территории села составляли 1542 метров над уровнем моря. 
Гидрографическая сеть местности представлена в основном рекой Чегем, в которую в районе села впадают реки Камсу и Сылыксу. 

## История
Точная дата основания села неизвестно. Селение как и другие населённые пункты верховья Чегемского ущелья, входило в состав чегемского общества балкарцев. 
При установлении советской власти, Орсундак был включён в состав Булунгуевского (Верхне-Чегемского) сельсовета. 
В 1944 году селение было упразднено, в связи с депортацией балкарцев в Среднюю Азию. 
В 1957 году при возвращении балкарцев из депортации, Орсундак был восстановлен как отдельный населённый пункт и вновь заселён. 
Однако в 1965 году, населённый пункт был вновь упразднён и включён в состав выше лежащего села Булунгу. 

## Население
По данным на 1926 год, в селе проживало 285 человек. Основное население села составляли балкарцы. 
К моменту депортации в 1944 году, в селе проживало 66 семей с общей численностью в 262 человека. 
После возвращения из депортации, селение вновь был частично заселён. По данным на 1959 год, в селе проживало 93 человека. Остальные прежние жители села, по возвращении предпочли переселиться вниз по ущелью в другие сёла. 

## Современное состояние
Ныне Орсундак находится в составе села Булунгу и занимает его центральную часть, ограниченную рекой Камсу на севере и рекой Сылыксу на юге. 
В окрестностях квартала сохранились каменные развалины старого села. 